# NGC 5079
NGC 5079 is een balkspiraalstelsel in het sterrenbeeld Maagd. Het hemelobject werd op 11 mei 1784 ontdekt door de Duits-Britse astronoom William Herschel.

## Synoniemen
- MCG -2-34-30
- IRAS13169-1226
- PGC 46473